# Atletica leggera alla XXIX Universiade - 3000 metri siepi femminili
I 3000 metri siepi femminili alla XXIX Universiade si sono svolti il 26 agosto 2017.

## Risultati
| Posizione | Nome              | Nazione     | Tempo    | Note                                     |
| --------- | ----------------- | ----------- | -------- | ---------------------------------------- |
|           | Tuğba Güvenç      | Turchia     | 9'51"27  |                                          |
|           | Viktória Gyürkés  | Ungheria    | 9'52"17  |                                          |
|           | Özlem Kaya        | Turchia     | 9'52"59  |                                          |
| 4         | Paige Campbell    | Australia   | 10'00"15 | Miglior prestazione personale            |
| 5         | Francesca Bertoni | Italia      | 10'09"16 |                                          |
| 6         | Belén Casetta     | Argentina   | 10'12"77 |                                          |
| 7         | Eva Krchová       | Rep. Ceca   | 10'13"12 |                                          |
| 8         | Lucie Sekanová    | Rep. Ceca   | 10'19"38 |                                          |
| 9         | Tatiane da Silva  | Brasile     | 10'22"21 |                                          |
| 10        | Matylda Kowal     | Polonia     | 10'23"47 |                                          |
| 11        | Oksana Raita      | Ucraina     | 10'26"53 |                                          |
| 12        | Veerle Bakker     | Paesi Bassi | 10'29"65 |                                          |
| 13        | Stella Radford    | Australia   | 10'36"36 |                                          |
| 14        | Michelle Finn     | Irlanda     | 10'40"06 |                                          |
| 15        | Selena Sierra     | Stati Uniti | 11'10"98 |                                          |
| 16        | Thembi Baloyi     | Sudafrica   | 11'19"24 |                                          |
| 17        | Annet Chebet      | Uganda      | 11'36"64 | Miglior prestazione personale stagionale |